# Secusigiu
Secusigiu – wieś w Rumunii, w okręgu Arad, w gminie Secusigiu. W 2011 roku liczyła 2142 mieszkańców. 